# Astyanax pynandi
Astyanax pynandi är en fiskart som beskrevs av Casciotta, Almirón, Bechara, Roux och Ruiz Diaz 2003. Astyanax pynandi ingår i släktet Astyanax och familjen Characidae. Inga underarter finns listade.